# Epalzeorhynchos frenatum
El tiburón arcoíris (Epalzeorhynchos frenatum) es una especie de peces de la familia de los Cyprinidae en el orden de los Cypriniformes.

## Morfología
Los machos pueden llegar alcanzar los 15 cm de longitud total.

## Hábitat
Es un pez de agua dulce.

## Distribución geográfica
Los tiburones arcoíris son nativos de las cuencas del Mekong, el Chao Phraya, el Xe Bangfai y Maeklong en Indochina.

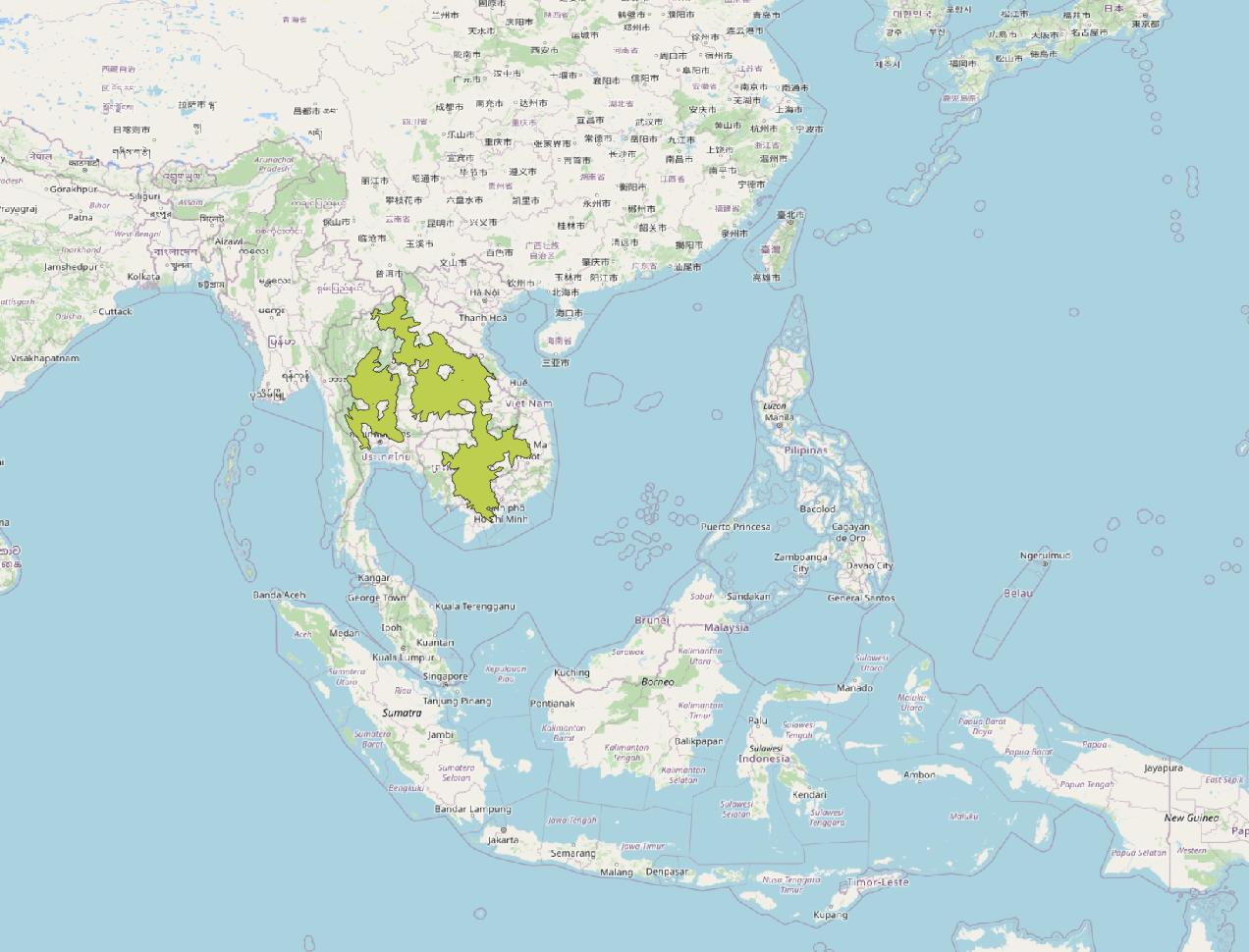
Mapa de distribución de Epalzeorhynchos frenatum según la UICN (2025)

 Viven en aguas con sustratos arenosos, cerca del fondo de los ríos. Esta especie se alimenta de algas y plancton, y migra estacionalmente a zonas inundadas, para luego regresar a los ríos cuando las crecidas se secan.